# 國立臺灣師範大學附屬高級中學
國立臺灣師範大學附屬高級中學，簡稱附中、師大附中、臺師大附中、臺灣師大附中，是一所臺灣位於臺北市大安區的國立完全中學，附屬於國立臺灣師範大學。
附中成立於1947年，是臺灣第一所高等教育機構的附屬中學，也是臺灣第一所國立高中。附中早年為臺北市六省中之一，現今為附中山校友會、臺北市高中五校聯盟、全國高中校際聯盟，及俗稱的臺北市高中八校成員。附中過去曾為純男校，但自1980年於新成立的音樂班與國中部、1983年高中部普通班開始招收女生。目前招收男女生比例約2:1，已為男女合校。現今除普通班外，也另外招收音樂班、美術班、科學班等特殊班。
附中也是臺北市校地面積最大的高中，地理位置便捷，在校園內設有捷運大安站二號出口。附中以學風自由著稱，擁有豐富的社團與學生活動，標榜「能K書也能玩」。附中在各大領域皆有許多校友，素以愛校、愛唱校歌等特質聞名，並且擁有臺灣最早成立的高中校友會，也在許多大學中與中山女高共同成立附中山校友會。

## 歷史

### 創校前原址概況
附中創校之前，在日治時期1937年（昭和12年）4月1日，當時的台灣總督府在附中今日原址設立「台北州立台北第三中學校」，由大欣鐵馬擔任校長。第二次世界大戰結束1945年12月5日，在臺灣省行政長官公署命令下，台北州立台北第三中學改名為「台灣省立台北第三中學」，校長仍由大欣鐵馬擔任。
1946年1月25日，台灣省立台北第三中學改名「台灣省立台北和平中學」。
1947年，隨著國共內戰發展，越來越多的公教人員子弟或流亡學生跟隨國民政府到臺灣，臺灣省政府教育處於是安排台北和平中學負責接收。當時這些學生先被安排在借用自臺北商職的教室中上課，直到日籍學生完全撤離後才遷回校內。

### 籌設、更名與改隸
1947年4月10日，臺灣省教育廳行文同意於台北和平中學原址籌設台灣省立師範學院附屬中學:11，該日之後成為附中的校慶紀念日。1947年8月1日，「臺灣省立師範學院附屬中學」成立。1949年10月，師院附中接收了國民革命軍遺族學校最後一批的311位學生。
1955年，臺灣省立師範學院改制為臺灣省立師範大學，並在1967年時由省立改制為國立大學，附中也因此在隔年改制為「國立臺灣師範大學附屬中學」。但一直到1973年，原在臺師大任教的教育系副教授黃振球轉任附中校長後，附中才開始與臺師大產生較緊密的聯繫關係，校內的教師也逐漸換用臺師大相關科系畢業的校友，行政系統改聘用臺師大教育系或教育心理學系的畢業生。1979年5月2日，政府公布《高級中學法》並廢止《中學法》，因此校名於1979年8月更改為「國立臺灣師範大學附屬高級中學」，沿用至今。
附中創設時的初中部於1961年因應省辦高中縣市辦初中政策而停止招生，直到1980年8月才再度開辦國中部。1955年，因應臺灣省政府教育廳要求，曾在臺北縣木柵鄉設立附中木柵分部以招收初中學生，後於1968年實施九年國民義務教育後歸還臺北市政府，成為今日的臺北市立實踐國民中學。附中也曾於1965年到1981年間招收夜間部學生。

## 學校象徵

### 校徽
省立師院附中成立後，學生需在制服上佩掛徽章用以識別學校，此時倒三角形且頂點為圓角的徽章便成為附中最早的徽章。黃澂校長時期，將校徽改成外圈是粗線條，內圈為細線條，分割為五瓣的白色同心圓，象徵校訓的「人道、健康、科學、民主、愛國」，並在圓心嵌上黑體的附中字樣。1971年中興堂興建完成後，預定在舞台上放置一座大講台並於正面繪製校徽，但意外畫成五花瓣的梅花形狀。自此校徽皆以此為準改成梅花，沿用至今。

### 校旗
1948年，時任訓導主任張守仁設計了附中的第一面老校旗，經歷了多次校名的更動仍維持不變。1979年，校名改為今日的「國立臺灣師範大學附屬高級中學」，由美術教師沈允覺設計了一面包含梅花形校徽的新校旗。1990年代又重新設計第三代的新校旗，由訓育組長王熙儀於1973年設計的班旗改制而來。新校旗尺寸為正六號旗，圖案上保留了舊圓校徽、舊校旗的三條黃色橫槓，另外再配上長劍與毛筆，象徵附中人的允文允武。沿襲舊校旗的寓意，中央的三條黃色橫槓象徵附中培育的人才眾多，其中黃色代表中華民族，校名的白色則代表高尚潔白的心靈。

### 校訓
宗亮東校長就任時，為了樹立優秀的精神和校風，由時任訓導主任張守仁草擬訓導方針，在「禮義廉恥」的共同校訓下，另外製定「六大信條」作為附中學生遵循的方向：

附中學生是謙恭有禮的，附中學生是正直勇敢的，附中學生是勤學認真的，附中學生是篤實力行的，附中學生是活潑健康的，附中學生是清潔整齊的。

黃澂接任校長之後認為六大信條太長，另外打算以簡潔明快的字句來代替。經過師生三個多月的討論，在數十種建議中將各種提案的精神彙整為「人道、健康、科學、民主、愛國」五項，並在1952年2月12日正式定為附中校訓，作為附中學生進德修業的目標。
校訓是附中的重要象徵，不僅在新北樓外牆上掛有校訓，每年的愛國歌曲比賽也都必須有校訓答數。夾子電動大樂隊主唱應蔚民曾為附中創作《瀰漫在附堡天空的驕傲》一曲，其中有段歌詞包含了附中校訓的搞笑版文字：「校訓，不會唸嗎？啊！教你唸—國愛、主民、學科、康健、道人，去新北樓看啦……」。

### 校歌
附中最早的校歌是由師範學院校長李季谷將師院校歌重新填詞而成，而今日的附中校歌為1950年所制定，由音樂教師史惟亮作曲，歷史教師郭成棠與編輯組長蕭輝楷作詞。由於首句歌詞「附中附中我們的搖籃」，校歌又被附中學生稱為「搖籃曲」。
附中學生對校歌的熱愛相當出名，在KTV中也能點播附中校歌。每逢校慶時，新北樓外牆上都會懸掛印有校歌的布條，在國家音樂廳舉辦的校慶音樂會也以校歌作為安可曲，六十五周年校慶時更以「萬人唱校歌」挑戰過金氏世界紀錄。除校慶外，學生活動中也經常有唱校歌的環節，畢業舞會曾經出現過連唱38次的紀錄。近期校歌中涉及「新中國」、「祖國」的詞句受到部分人士質疑，引發了是否修改校歌的爭議。

### 校服
附中最早的校服為卡其色軍訓服，並頭戴軍訓大盤帽，與大部分高中相同。1979年，附中開設音樂實驗班並招收女生，女生校服訂為夏季著白衣灰裙、冬季著卡其上衣與黑褲，並沿用至1983年始招收的普通班女生。1984年，教育部開放各校設計校服，附中由美術教師設計、經學生代表票選後，決定男生著水藍色上衣與深藍色長褲、女生著白色荷葉領上衣與灰藍色及膝窄裙，成為臺北市第一所於軍訓課外可穿著其他制服的先驅。之後附中陸續於1988年停用大盤帽，1988年軍訓課也不再穿著軍訓服後，終於在1991年全面廢止卡其色軍訓服。2004年，附中以公投方式通過不須紮制服的校規。2018年，學生提案通過校服胸前一律只繡班級與學號，男生不再需要繡上姓名。
2008年，由政大附友會組織各校辦理「全國附中制服日」，2009年改稱「全球附中制服日」，並固定於每年10月舉辦。學生與校友們除了在該日穿上制服外，通常也會在社群媒體上發表文章與照片慶祝，並一齊合影與聚會。

## 歷任校長
| 任別 | 姓名   | 任期                  | 簡介 |
| ---- | ------ | --------------------- | --- |
| 1    | 宗亮東 | 1947年8月 - 1949年7月 | 北平師範大學教育系學士、美國史丹佛大學教育學碩士、中央大學教育研究所畢業。1947年任師院教育系教授兼和平中學校長，及辦理成立附中相關事宜。附中校長卸職後回任師大教授。 |
| 2    | 黃澂   | 1949年7月 - 1962年8月 | 國立中央政治學校、西南聯大心理系畢業。曾任職教育廳。校長任內設立多項制度，被認爲是附中精神的奠基者。卸職後改任師大中等教育委員會主委。                               |
| 3    | 黃季仁 | 1962年8月 - 1963年7月 | 原任職於教育廳。退休後長年擔任行政院科技顧問。 |
| 4    | 許伯超 | 1963年7月 - 1965年2月 | 曾任台北工專副教授、教育廳，卸職後改任台南家專校長、東吳大學教授。                                                                                                   |
| 5    | 劉安愚 | 1965年2月 - 1973年7月 | 曾任台中商職、省立中興中學校長，卸職後改任華僑中學校長、國立藝專、台北工專教授。省立師院附中在其任內改名為國立臺灣師範大學附屬中學。                                 |
| 6    | 黃振球 | 1973年8月 - 1988年1月 | 首任由師大派任之校長，卸職後回任師大教授。 |
| 7    | 蘇清守 | 1988年2月 - 1996年1月 | 曾任省立台中啟聰學校校長，卸職後回任師大教授、中國文化大學教授。 |
| 8    | 楊壬孝 | 1996年2月 - 2002年7月 | 原任師大數學系副教授，卸職後回任師大。 |
| 9    | 譚光鼎 | 2002年8月 - 2006年7月 | 首位曾任附中教師之校長。原任師大教育系教授，卸職後回任師大。 |
| 10   | 楊壬孝 | 2006年8月 - 2010年7月 | 第8任校長回任。 |
| 11   | 卓俊辰 | 2010年8月 - 2014年7月 | 原任師大體育系教授，卸職後回任師大。 |
| 12   | 洪仁進 | 2014年8月 - 2015年7月 | 首任為附中校友之校長。原任師大教育系副教授，卸職後回任師大。 |
| 代理 | 洪仁進 | 2015年8月 - 2017年7月 | 因校長遴選爭議而代理校長。 |
| 13   | 王淑麗 | 2017年8月-2025年7月   | 首位女校長及遴選校長。曾任北一女中學務主任、師大助理教授。 |
| 14   | 廖純英 | 2025年8月-            | 曾任實踐國中校長及南港高中校長。 |

## 校園環境

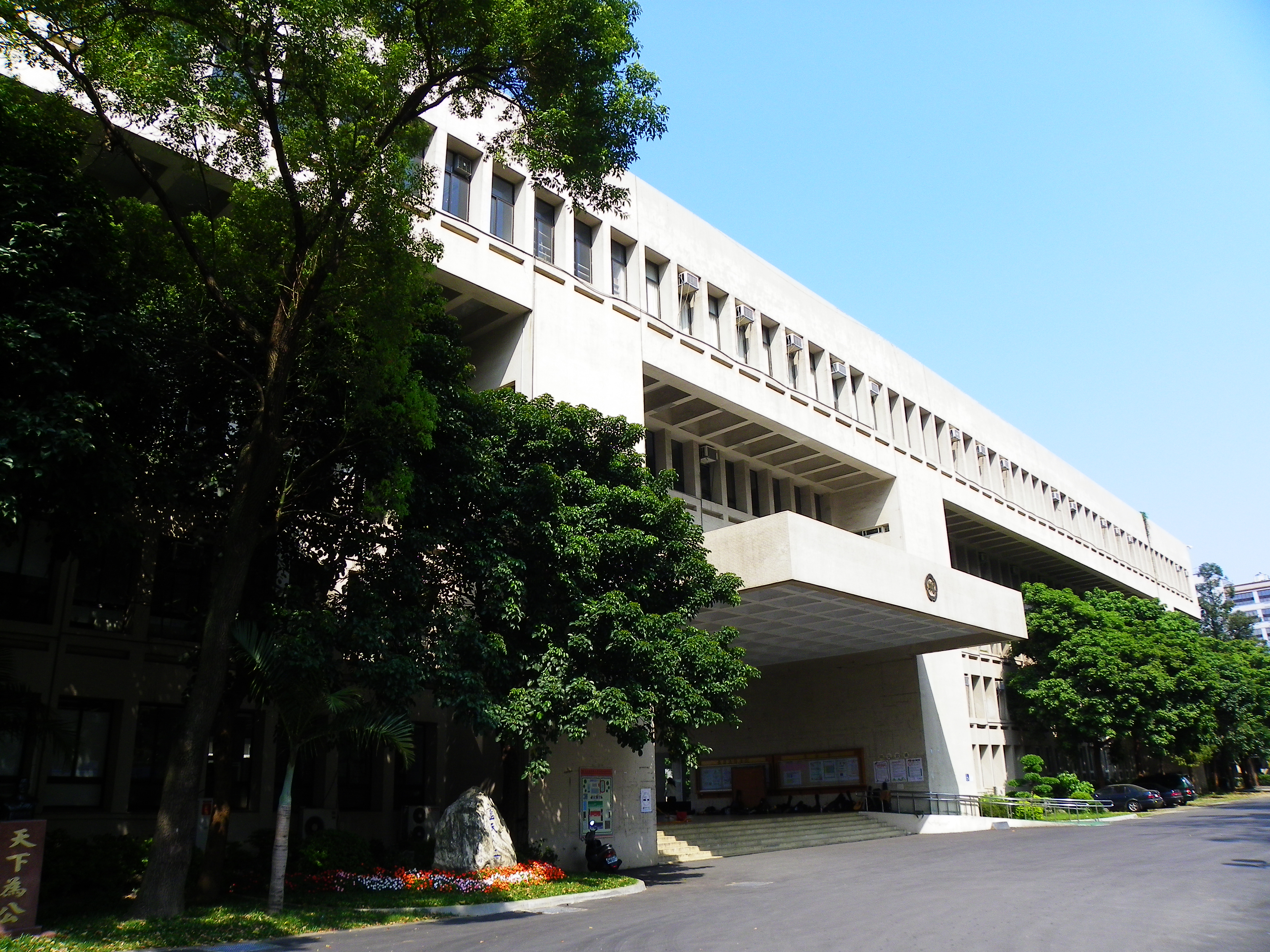
南樓（至善樓）

附中校園占地84,251平方公尺，是臺北市最大的高級中學，校地大致呈長方形，由信義路三段、111巷、147巷與仁愛路三段118巷3弄所包圍。附中正門與美國在台協會舊址及健保署相望，後門則與副總統官邸及延平中學相鄰，校園東南角則設有捷運大安站出口，在上學時間開放，可直通校內。由於地理位置的便利加上學區因素，附中的國中部學區是臺北市房價最高的學區。
附中校園擁有豐富的動植物資源，曾經在校門後方，南樓往中興堂路上種植著成群的桉樹，因而被稱為「油加利大道」，也是附中「油加利城」之名的由來，而後因故遭砍除，如今校園中的桉樹僅存於舊北樓與籃球場間與其他零星各處。新北樓東側遍植大王椰子樹的「小椰林大道」則常被用以比擬台大的椰林大道。附中校園中的植物還包括杜鵑花、西樓的梅樹、體育館的楓香樹等，也有許多都市中少見的藥用植物，如雞屎藤、車前草等，吸引不少校外人士前來摘採。

### 建築

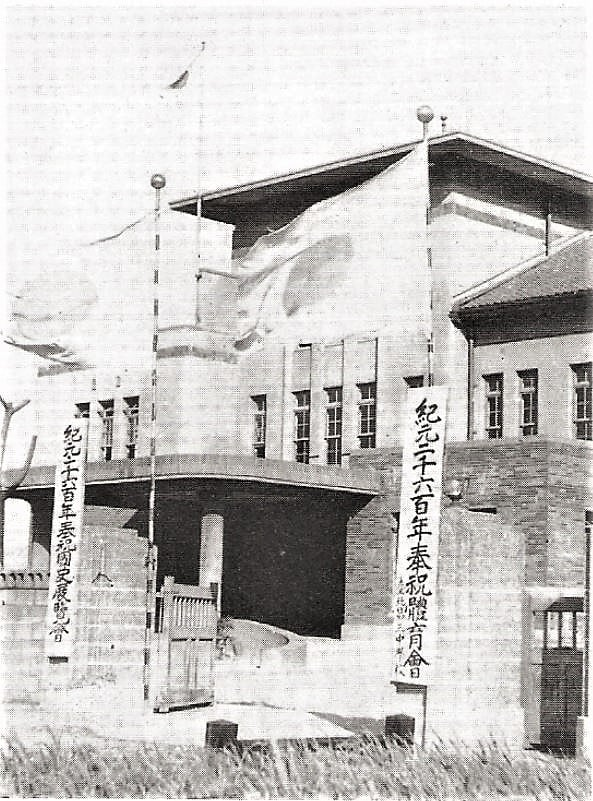
台北州立台北第三中學校的舊校門，後方為已拆除的舊南樓

附中建築以南樓（至善樓）、中正樓、新北樓（新民樓）三棟教學樓作為主體，並由西樓與東樓將三棟教學樓圍成「曰」字形。其他建築分散於校園東西兩側與北側，操場則位於三棟主要教學樓之後。針對東、西、南、北樓，師生一般習慣以其方位稱呼，但其正式名稱則是在1978年依照《大學》章句所命名。
附中建築的歷史最早可追溯至日治時期，而西樓是至今校內僅存的日治時期建築，並已被列為文化局準文化資產。西樓是台北州立台北第三中學校最初L型校舍的西側短邊部分，長邊則為1980年拆除的舊南樓。西樓設有數間教室以及在其興建時非常新潮的圓形沖水式廁所，今日已改建為傳承歷史的空間，並規劃作為校史館與博物館。
舊北樓興建於中華民國時期的1949年，最初是為了接收當時來台的國民革命軍遺族學校學生，並由蔣宋美齡出資興建，現已登錄為臺北市歷史建築。舊北樓最初作為教室使用，後曾一度改為男生宿舍，現則為社團辦公室與理髮部（目前已停業）所使用。
附中經常出現在許多流行文化作品之中，其建築也隨之作為背景出現，並吸引許多遊客。附中的舊游泳池是2002年的電影《藍色大門》中的重要場景，因老舊而在2019年拆除前，學生發起了「泳池電影院」活動，將泳池水排乾後作為露天電影放映場地，並邀請了電影導演與演員桂綸鎂、陳柏霖到場參加。

### 附中四景
附中四景是附中校園中流傳已久的景色，然而經過建築的拆除與改建、以及校園的整修翻新，今日只餘其中兩者依稀可見。
- 東樓晨曦：指日出時在東樓可以看見的晨光景致。昔日東樓教室並無懸掛窗簾，且周圍只有低矮的杜鵑灌木，使陽光可以灑進室內[50]。由於今日校園周遭高樓林立，已經不易得見[43]。此項東樓美景曾經被稱為東樓小巷[51]。
- 西樓夕照：指落日時在西樓可以看見的夕陽景致。由於今日校園周遭高樓林立，已經不易得見。
- 南樓響板：指南樓樓板在踩踏行走時發出的聲響，此處的南樓指的是已拆除的舊南樓。舊南樓為日治時期建築，設計風格為當時流行的興亞帝冠式建築[52]，亦為附中「古堡、附堡」之稱的由來。舊南樓原為鋼筋混凝土建築，曾經歷兩次接建，而在二樓處均使用木造樓板，因而有南樓響板之說[43]，但此景在舊南樓拆除後已不復見。此項南樓美景曾經被稱為南樓古道。
- 北樓狂沙：指北樓後操場天乾時風吹掀起的飛沙，此處的北樓指的是舊北樓。舊北樓風沙之大，昔日中午時分甚至經常出現小型龍捲風。由於風沙過大往往影響教學，學校為了解決風沙問題，在舊北樓北面種植了一排大葉桉，但此問題一直到1998年操場整建並鋪設PU跑道後才完全解決，此景也因而不復存在[40]。

## 招生與分班
附中今日的高中部班級可分為普通班、音樂班、美術班、數理資優班、語文資優班、科學班、資訊特色班等，其中普通班招生最多，由參與國中教育會考的考生中依志願錄取，高一分班時採男女分班制。附中音樂班於1980年成立，是第一間公立高中音樂班；美術教育班則於1989年成立，兩者皆由藝術才能班特色招生甄選入學招生。附中資優班最早成立於1978年的科學教育實驗班，1986年改稱數學及自然學科實驗班，2004年又更名為數理資優班，並於同年開辦語文資優班，從普通班高一學生中招生。附中科學班於2009年成立，是第一批成立的高中科學班，由附中獨立辦理招生。附中資訊班於2016年首招，屬於十二年國教的特色招生考試分發入學。
附中成立最初為獨立招生，1952年才與台北其餘省立中學聯合舉辦「五省中聯合招生考試」，前三志願的排序也因此逐漸定型。1958年，附中參與台北區公立高中聯招，而在2001年開始舉辦的國中基測、國中教育會考中，附中皆參與基北區的招生，美術班與音樂班則參與北區招生。
附中作為師大的附屬中學，每年都有許多師大的實習教師前來進行教師培育，偶爾也包含來自其他大學的實習教師。

### 班號制
附中的編班制度被稱為班號制，有別於其他學校以年級加上數字、天干或八德的編班方式，附中以高中創校第一屆的兩個班級為「高一班」、「高二班」，再依照流水號碼陸續命名，並一直沿用至今。由於每一班都有其專屬的班號，班號制增強了班級向心力，也使校友們能以班號分出年紀大小。除了高中部外，國中部與已停用的初中部、夜間部、木聯分部、實驗班等也都依照班號制編班。

## 學生活動

### 學生社團

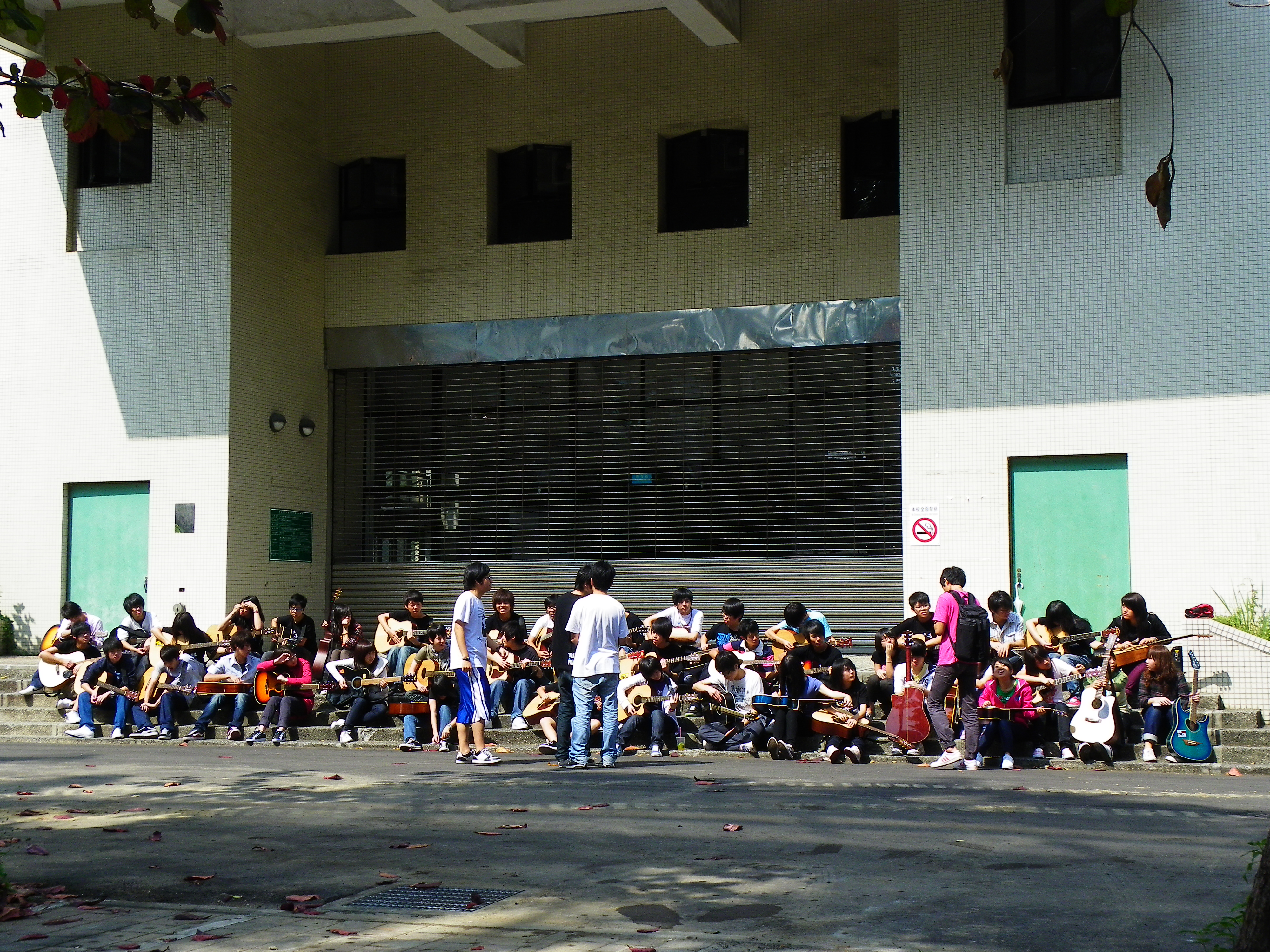
附中體育館前練習大合刷的吉他社社員

附中的社團活動十分豐富，擁有數十年的發展歷史，不僅是附中學生的生活重心，更是附中精神與自由學風的主要傳承。附中的社團活動比一般高中更顯活躍，與大學社團相比也毫不遜色。然而，社團的頻繁活動造成校方對學生課業表現的憂慮，也引發學生與校方的爭執。
附中的社團最早發源於1960年代，可分為學校指導成立與學生申請成立兩類，多半是配合學校慶典宣傳或競賽表演而生，並無常態性運作，如管樂隊、辯論會、口琴社、國術隊、橋藝社與攝影社等。1973年，三大聯會成立，當時的校長黃振球與訓導主任鄧奮忠十分重視社團發展，課外社團因此蓬勃發展，吉他社、英會社、自科社、野孩子話劇社等「大社」也於此時陸續成立。1981年，校方編印社團輔導手冊，詳細介紹各社團，成為今日新生社團簡介手冊的前身。1983年，校友會舉辦第一屆幹部訓練營，提供社團經營的經驗傳承。1997年，原本自由參加的社團成為校定課程的一部分。

### 三大聯會
| 名稱           | 成立年份 | 全名                                                                                    | 簡介 |
| -------------- | -------- | --------------------------------------------------------------------------------------- | --- |
| 學生聯合自治會 | 1991年   | 1947年 班長代表聯合會 1950年 班級代表聯合會 1987年 學生班級聯合會 1991年 學生聯合自治會 | 前身為班聯會，由各班班長代表參與，後改為班代參與，主席由班代互選產生。1987年，班聯會進行第一次的主席全校普選，後於1991年時參照師大與台大學生會章程而成立學生會，原本的班聯會則改為學生聯合自治會下轄的學生議會。班級聯合自治會便下轄學生會（行政）及學生議會（立法）。學生會是校內師生溝通的橋樑，也主辦校慶活動、天韻獎歌唱比賽、校園演唱會冬樂賞等活動。其中的附中歌唱大賽天韻獎，原名為附園才藝競賽金韻獎，讓許多附中未來的知名歌手得以藉此比賽嶄露頭角，如吳青峰、艾怡良、持修 等。 |
| 社聯會         | 1973年   | 1973年 社團聯誼會 1990年 社團聯合會                                                     | 社聯會主要工作為主辦社團聯合活動，以及協調各社團事務，也主辦迎新午會、校慶晚會等活動，也主辦迎新午會、校慶晚會等活動。 |
| 畢聯會         | 1973年   | 1973年 畢業生聯誼會                                                                     | 畢聯會由各班畢代組成，負責籌辦畢業生相關事務與活動，包括編纂畢業紀念冊、舉辦畢業舞會等。 |

### 校慶
附中校慶紀念日訂於每年的4月10日，紀念1947年時，教育廳於該日行文同意於臺北和平中學原址籌措成立師院附中。校慶慶祝大會於每年校慶紀念日前後的週末舉行，活動內容包括1985年首創的校園迷你馬拉松賽、學生會主辦的校慶活動、社聯會主辦的校慶晚會與社團靜態展、校友會主辦的茶會與校慶音樂會，以及校慶園遊會、班級啦啦隊比賽與創意隊呼比賽。除此之外，每逢五逢十更會擴大慶祝。
- 1977年30週年校慶中，園遊會發生夜間部高一學生刺殺高三學生的刑案，成為臺灣第一起高中學生的校園殺人事件[80]。

- 2002年55週年校慶舉辦「附中五五家族」返校活動，邀請擁有五位以上附中校友的家族參與校慶，張文英、劉兆玄等知名校友與其家族皆受邀參與[81]。

- 2007年60週年校慶舉辦「史上最大搖滾教室」校慶募款演唱會與「附中星光樂園」守夜活動，募款所得捐作校務基金以配合教育部的國立高中試辦校務基金自籌方案[82]。其中募款演唱會共計1萬5,000人以上參加，演出藝人皆為附中校友，包括五月天、輕鬆玩、強辯、蘇打綠、阿霈樂團、蔡旻佑等[83][84]。

- 2012年65週年校慶舉辦「萬人唱校歌」活動，由學生會主辦，號召校友回到附中挑戰一群人同時演唱一首歌曲的金氏世界紀錄 [85]。活動中許多政壇與藝人校友出席參與[86]，並由各音樂性社團輪流帶唱不同版本的校歌。雖然最後挑戰失敗，但仍然製造了10,235人擠滿操場的盛況[87]。

- 2017年70週年校慶舉辦「史上最大週末輔導」校慶生活節，由學生會主辦，包括以名為「週末輔導」的愛校服務為背景的系列活動、創意市集、講座與演唱會等，邀請了許多知名校友參與及表演[88]。另外，在校慶典禮進行之時，為了表達對校方的抗議，兩名學生切斷司令台電源使麥克風消音，又將兩幅寫著「校方雖猖獗、附中魂不滅」的白布條從司令台上方拋下[89]。事件發生後校方馬上報警處理，卻引發學生、校友的不滿，教育部長也表示，校方過於輕率動用警察非常不適當[90]。

- 2022年75週年校慶預期舉辦「111年度舊生始業輔導」校慶特別活動，由學生會、校友會協辦，包括邀請各界校友返校演講的「輔導班長時間」，以及站立喜劇表演「迎舊晚會」等活動。校慶前夕前因臺灣嚴重特殊傳染性肺炎疫情再次爆發而延期一年舉行[91]。

### 畢業典禮

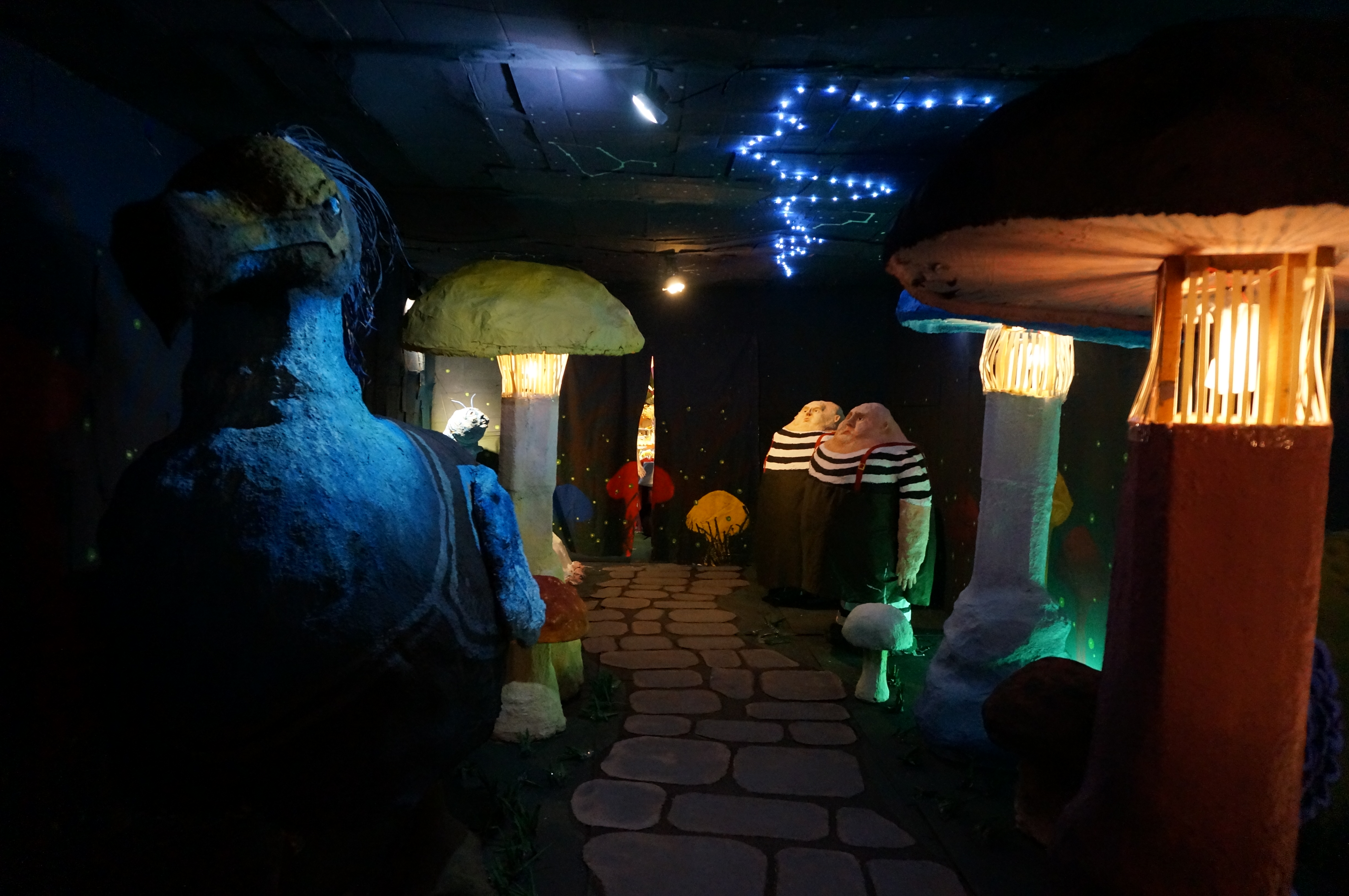
2017年附中創意畢典「愛麗絲夢遊仙境」的場地布置。

1994年，教育部推行多元入學政策，許多高三學生5月即透過推薦甄選、資優保送等管道錄取大學，形成錄取後到畢業前的空窗期。當時負責輔導高三學生推甄的數學教師胡天爵為了開創附中的專有特色，並給予學生更多自由，決定集合高三畢業生籌劃創意畢業典禮，於1996年首創「創意畢典」形式的畢業典禮，並設定當年主題為「將心獨具，蒼穹將心」，撤除了舞台上的師長席，並讓學生自選畢業歌，以有別於其他高中傳統制式的畢業典禮。自從1998年的「探尋海底城」後，附中的創意畢典開始採用主題式設計，以美工將大禮堂「中興堂」改頭換面，並由學生一手包辦所有籌備、設計與布置工作，吸引國內外各大媒體的目光。每屆創意畢典皆由高三學生組成的「畢典小組」所籌備，先由美術班決定畢典的佈景主題，畫出設計圖後，再讓全體畢典小組同學分組參與美工製作。
畢典小組於2003年將籌備細節整理出書後，引發許多其他學校參考與效法，此風潮一度遭教育部長等人士批評流於綜藝與媚俗。如今如建國中學、北一女中、台中一中等高中皆參照了創意畢典的形式舉辦畢業典禮，給予學生親自參與策劃畢業典禮的自由，並留下畢業前的難忘回憶。

### 國際奧林匹亞競賽
2021年，附中學生所榮獲的國際奧林匹亞競賽獎牌，共計4面金牌（數學、生物、地科、地理各1面）、1面銀牌（資訊1面）。

## 校友

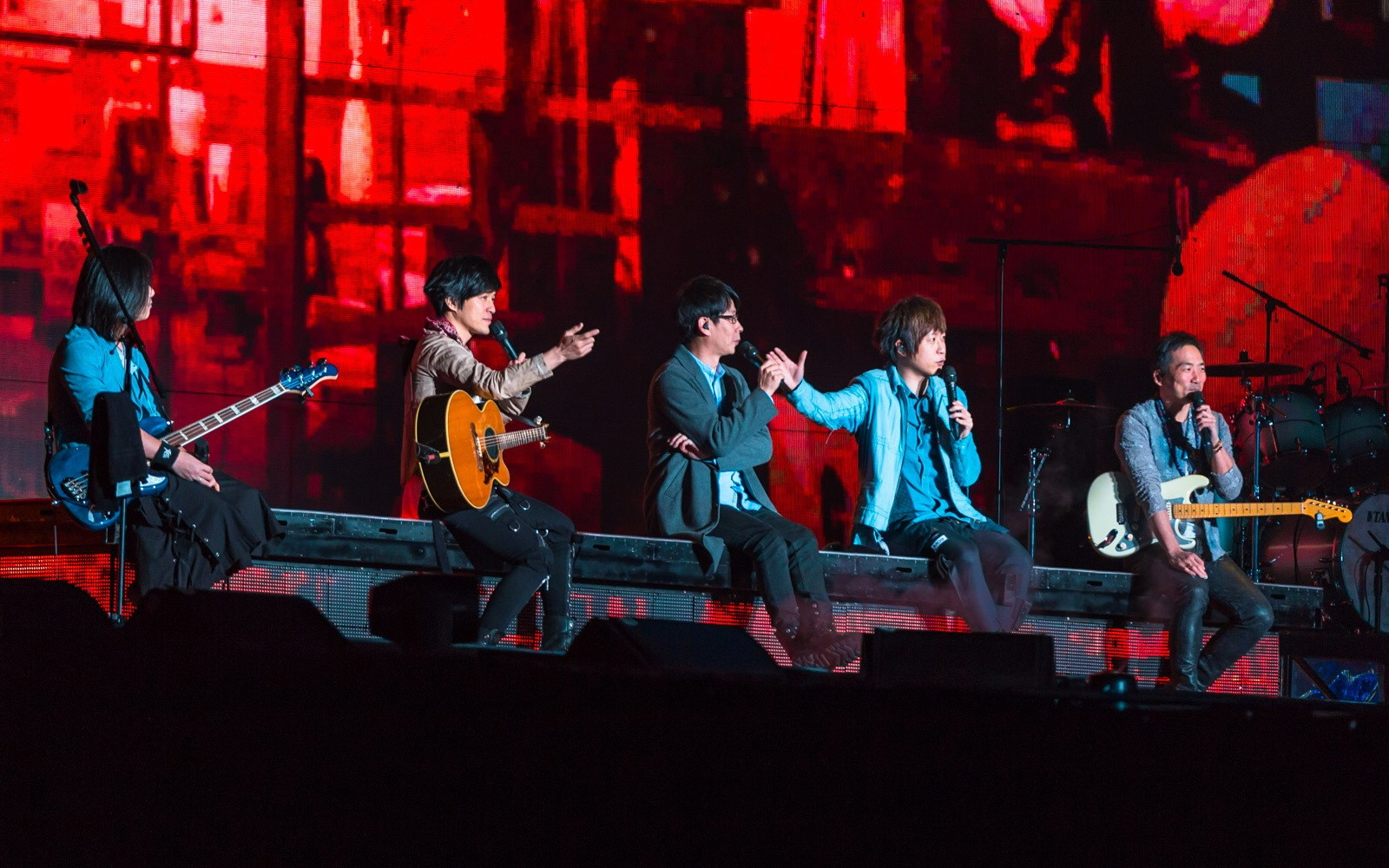
樂團五月天。現今成員中有四位為附中校友

師大附中擁有許多傑出的著名校友，活躍於各領域。第一位登上太空的華人王贛駿、前中華民國副總統連戰、台北101主持建築師李祖原、俠醫林杰樑、前臺大醫院院長戴東原、前司法院大法官及法學家戴東雄、前中華民國行政院院長劉兆玄、陳冲、前監察院院長陳履安、前清華大學校長毛高文、現任總統府資政張博雅、前任國安會秘書長及現任國防部部長顧立雄、喜劇演員賀瓏、黃豪平、舞蹈家徐詩紘等人皆為師大附中的校友。
就藝文領域而言，大部分傑出校友出於音樂班與美術班，亦有不少人投身影劇界或媒體界，令師大附中被戲稱為「名嘴搖籃」。
另外，由於附中開放的環境與完善的社團，近幾年台灣樂壇興起許多「附友樂團」，這些樂團也成為附中校園活動時的常客。
附中校友以愛校、愛唱校歌等特質聞名，也常以活動聚集，懷念舊時的校園回憶。
2005年，本名黃建成的蛋餅伯逝世，校友齊聚參與其告別式。蛋餅伯曾自1964年起在附中後門旁擺攤賣蛋餅，歷時38年。由於蛋餅份量大、味美又便宜，因此廣受歷屆附中學生歡迎，進而獲頒「終身榮譽附友」。
2015年起，校友固定舉辦「三十回附」活動，讓30年前畢業的校友們有機會返校齊聚。

### 校友會
附中校友會於1950年3月成立，1959年引入理監事制，並成立總會，以有別於國立臺灣大學的附中校友分會，1974年登記立案。除台灣外，校友會於海外地區也設有分會，並常與各友校聯合舉辦聯誼活動。
除了以師大附中校友為主的專屬校友會外，臺灣許多大學中都有與中山女高畢業生合組的「附中山校友會」，並聯合舉辦迎新宿營、聯合傳情等各項活動。

### 附中山校友會與附友會
| - 國立臺灣大學附中校友會 - 國立清華大學附中山校友會 - 國立陽明交通大學附中山校友會 - 國立成功大學附中山校友會 - 台北醫學大學附中山校友會 - 長庚大學附中山校友會 - 中山醫學大學附中山校友會 - 國防醫學院附中山校友會 - 國立政治大學附中校友會 - 國立台灣師範大學附中校友會 - 國立中央大學附中山校友會 - 國立中興大學附中山校友會 - 國立中山大學附中山校友會 - 國立中正大學附中山校友會 - 中國醫藥大學附中校友會 - 高雄醫學大學附中校友會 | - 華北附中校友會 - 華東附中校友會 - 華南附中校友會 - 華西附中校友會 - 南加州附中校友會 - 大華府附中校友會 - 休士頓附中校友會 - 大拉斯維加斯附中校友會 - 大紐約區附中校友聯誼會 - 北加州附中校友聯誼會 - 達拉斯附中校友會 - 早稻田大學附中校友會 |

## 合作關係與姊妹校
附中與臺灣各高中及大專院校進行許多合作，並組織策略聯盟，舉行跨校選課、各學科研習營、校園參訪等活動。除此之外，附中也與許多國外學校締結姊妹校，定期舉辦參訪與交流活動。附中設有負責國際交流的學生志工「藍天大使」，協助接待外國學生或其他人士進行校際交流。
企業與公司部分，附中也透過企業贊助與參訪等方式與之合作，校友也經常邀請附中學生前往其公司行號參訪觀摩。

### 高級中等學校

#### 中華民國
- 附中山校友會：中山女高
- 全國高中校際聯盟[114]：政大附中、台中女中、台中一中、高雄女中 、高雄中學、台南女中、台南一中、新竹女中、新竹高中、嘉義女中、嘉義高中
- 臺北市高中五校聯盟[115][116]：北一女中、建國中學、中山女中、成功高中
- 未來教室教育計畫：竹科實中、台中女中
- 大安高工[117]

#### 日本
- 麻布高等學校[118]
- 山形縣立米澤興讓館高等學校（日语：山形県立米沢興譲館高等学校）[119][120]
- 明法高等學校（日语：明法中学・高等学校）[121]
- 宮城縣仙台第三高等學校（日语：宮城県仙台第三高等学校）[122]
- 秋田縣立角館高等學校（日语：秋田県立角館高等学校）[123]
- 關西大學高等部（日语：関西大学初等部・中等部・高等部）[124]

### 大專院校
- 國立臺灣大學系統：臺大、臺科大、臺師大
- 國立陽明交通大學
- 臺北市高中五校聯盟[115]合作大學：臺大、臺師大、政大、陽明交大、北科大、臺北醫學大學、實踐大學
- 中信金融管理學院[125]
- 美國聖馬特奧學院（英语：College of San Mateo）[126]

### 企業單位
- 鴻海科技集團[127]

## 外部連結
- 師大附中官方網站 （页面存档备份，存于）（中文）
- 師大附中英文官方網站 （页面存档备份，存于）（英文）
- 師大附中班級演變表 （页面存档备份，存于）
- 國立臺灣師大附中校友會 （页面存档备份，存于）

1. ↑  教育部高級中等以下學校及幼兒園教師資格考試專案辦公室
2. ↑  教育部高級中等以下學校及幼兒園教師證書核發作業工作小組／高級中等學校專業及技術教師資格審核、對照表修訂及師資培育專門課程基準規劃工作小組／國外大學以上學歷普通課程專門課程及教育專業課程審查小組